# Kapuzinerkloster Brünn

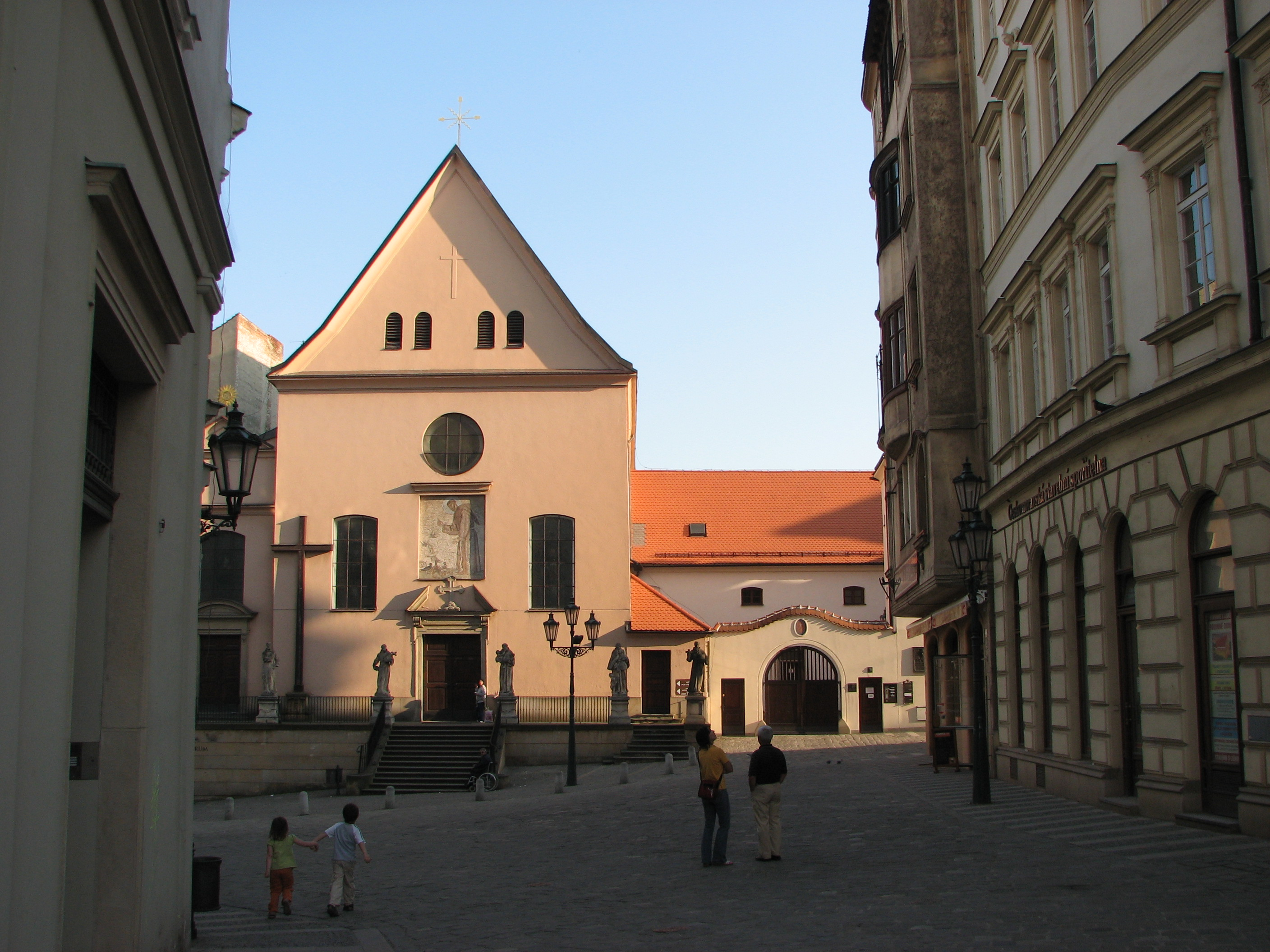
Kapuzinerkloster Brünn, Kreuzerhöhungskirche

Das Kapuzinerkloster Brünn ist eine Niederlassung des Kapuzinerordens in der Altstadt der mährischen Stadt Brünn. Zum Kloster gehören die Kreuzerhöhungskirche und die Kapuzinergruft, die an die 70 mumifizierte Leichname enthält.

## Geschichte
Auf Einladung des Olmützer Bischofs Franz Seraph von Dietrichstein ließ sich der Kapuzinerorden in Brünn nieder. Das 1604–1606 erbaute Kloster war nach Prag die zweite Niederlassung der Kapuziner in den böhmischen Landen. 1645 wurde dieses Kloster während der Belagerung der Stadt durch die Schweden auf Befehl des Militärkommandanten von Brünn Jean-Louis Raduit de Souches niedergerissen, da es sich außerhalb der Stadtmauern befand. Danach fanden die Ordensbrüder vorläufig im Rathaus der Stadt Unterkunft.

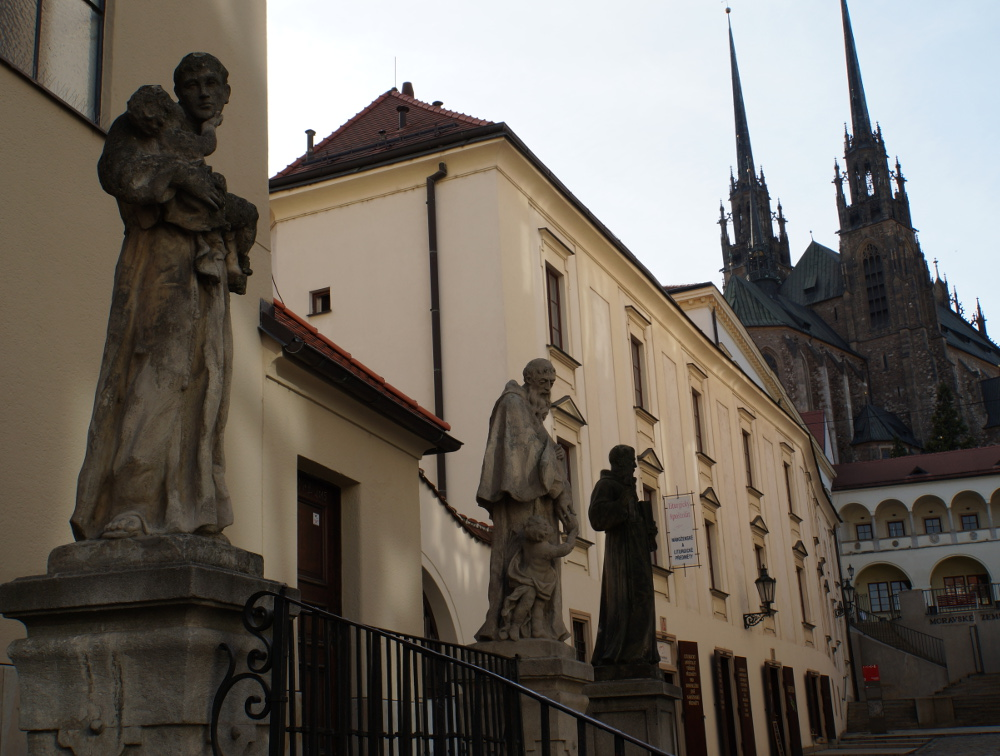
Der „Trenck-Flügel“

Das heutige Klostergebäude wurde von 1648 bis 1651 vom Brünner Baumeister Andreas Erna nach italienischen Vorbildern errichtet. Es schloss den Kohlmarkt, der heute Kapuzinerplatz (Kapucínské náměstí) heißt, nach Süden hin ab. Das Altarbild aus dem Jahr 1655 stammt von Joachim von Sandrart. Im 18. Jahrhundert wurde das Kloster von Moritz und Franz Anton Grimm umgebaut und um die Fideliskapelle erweitert. 1763–1765 erweiterte Franz Anton Grimm die Kirche um einen weiteren Flügel, in dem sich unter anderem die Klosterbibliothek befindet. Dieser heißt Trenck-Flügel, da er mit den Geldern in Verbindung gebracht wird, die Franz von der Trenck dem Kloster vermachte. Zu dieser Zeit wurden auch die sechs Sandsteinfiguren an der Eingangstreppe vom Bildhauer Jan Adam Nessmann geschaffen. Sie stellen wichtige Franziskanerheilige wie Antonius von Padua, Franz von Assisi, Laurentius von Brindisi und Felix von Cantalice dar.
1950 lösten die Kommunisten im Rahmen der Aktion K das Kloster auf. Das Gebäude fiel an das Mährische Landesmuseum. Mit dem Prager Frühling konnten die Kapuziner 1968 wieder zurückkehren.

## Kapuzinergruft

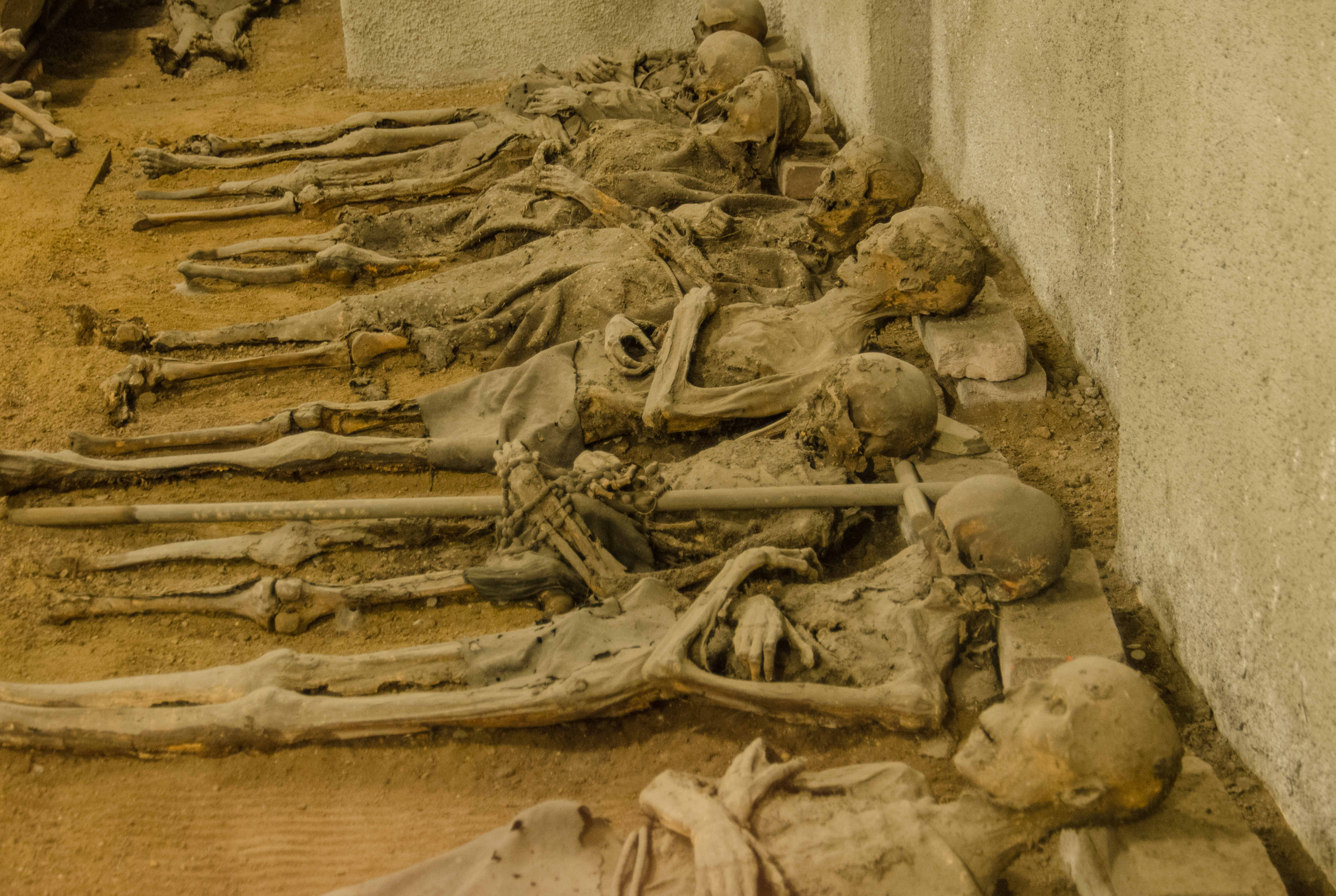
Mumien in der Kapuzinergruft

Unter der Kirche befindet sich die Kapuzinergruft. Hier wurden bis zum Ende des 18. Jahrhunderts Ordensbrüder und Förderer des Ordens bestattet. Durch ein besonderes Belüftungssystem und die Trockenheit der Räume wurden die Körper mumifiziert; von den fast 200 hier Beigesetzten sind die Mumien von 24 Mönchen und 50 Laien noch heute erhalten. Der älteste Körper stammt aus dem Jahr 1658.
Zu den wichtigsten hier bestatteten Persönlichkeiten zählen der Architekt Franz Anton Grimm sowie der Pandurenführer Franz von der Trenck, der auf der Festung Špilberk ums Leben kam und dem Kloster ein Vermögen von 4000 Gulden vermachte.